# Лугове (Керченський район)
Лугове́ (до 1948 — Аїп-Елі, крим. Ayıp Eli) — село Керченського району Автономної Республіки Крим.